# Луис Аготе
Луис Гарсия Аготе Мария наричан Луис Аготе е аржентински лекар и изследовател. Той е първият, който извършва недиректно кръвопреливане, използвайки натриев цитрат като антикоагулант.

## Биография
Роден е на 22 септември 1868 година. Получава образование в Колежо Насионал в Буенос Айрес. Висшето си образование, завършва в Университет в същия град. Става секретар на Националния отдел по хигиена през 1894 г. и става ръководител на болницата за прокажени през 1895 г. на остров Мартин Гарсия. Избран е за конгресмен през 1910 г. и за сенатор през 1916 г. в законодателния орган на Аржентина.